# Национальная электронная детская библиотека
Национа́льная электро́нная де́тская библиоте́ка (аббр.НЭДБ) — электронная детская библиотека на русском языке, проект Российской государственной детской библиотеки.

## История
Национальная электронная детская библиотека была основана в 2012 году Российской государственной детской библиотекой, инициатором проекта стала директор библиотеки Веденяпина Мария Александровна. Особенностью библиотеки являются редкие, старые печатные издания, дореволюционная и советская детская периодика, диафильмы высокого качества. Создание коллекции началось с оцифровки изданий из фонда редких книг РГДБ, позднее были добавлены материалы из фондов Российской государственной библиотеки (дореволюционная периодика), Государственной публичной исторической библиотеки России (образовательная и познавательная литература XVIII–XIX века). Библиотека входит в состав участников проекта Национальная электронная библиотека.

## Доступ
В НЭДБ представлены как материалы со свободным доступом, так и материалы, находящиеся под защитой авторского права. Материалы в свободном доступе можно просматривать, скачивать файлы в формате PDF и архивы изображений в высоком качестве. Для просмотра защищенных материалов полностью необходима регистрация в НЭДБ. Часть материалов доступна на просмотр только из внутренней сети РГДБ. Вход в библиотеку осуществляется через официальный сайт РГДБ и собственный сайт НЭДБ. Регистрация бесплатна и открывает возможность получения информации о пополнении коллекций библиотеки. Просмотр осуществляется с экрана монитора, изображения выводятся по одной странице, по две страницы или «плиткой». Есть возможность вывода «виртуальной книги» на полный экран.

## Фонд
В фонде Национальной электронной детской библиотеки находятся материалы, хранящиеся в РГДБ, а также материалы из фондов других крупнейших библиотек России и частных коллекций. Почётное место занимают русские книги XVIII века, собрание иллюстрированных и учебных книг XIX века, детские книги издательств М.О. Вольфа, И.Д. Сытина, А.Д. Ступина, детские журналы («Мурзилка», «Чиж»,«Тропинка», «Труд и Забава» и др.), диафильмы. Объем фонда на октябрь 2018 года – более 16500 оцифрованных материалов, пополняется еженедельно.

Образцы из книжной коллекции фонда НЭДБ
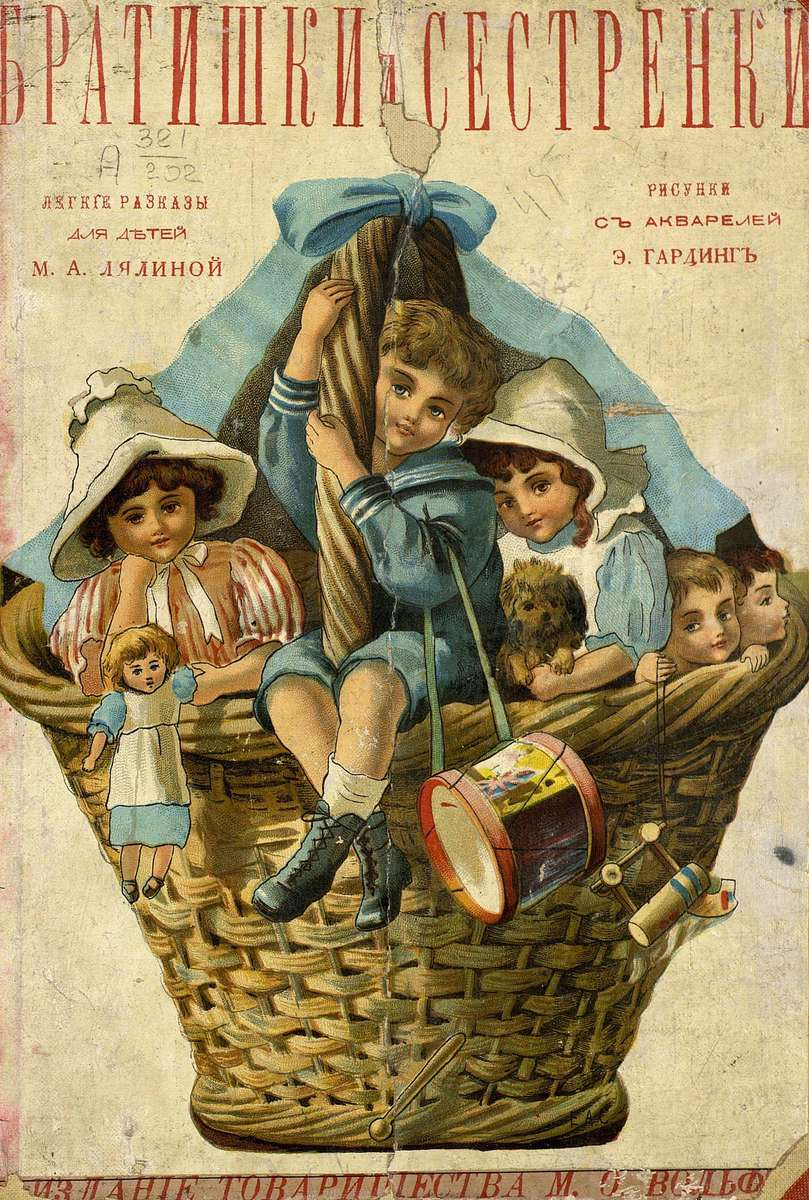
«Братишки и сестрёнки». Издание Товарищества М.О. Вольф. 1892 год
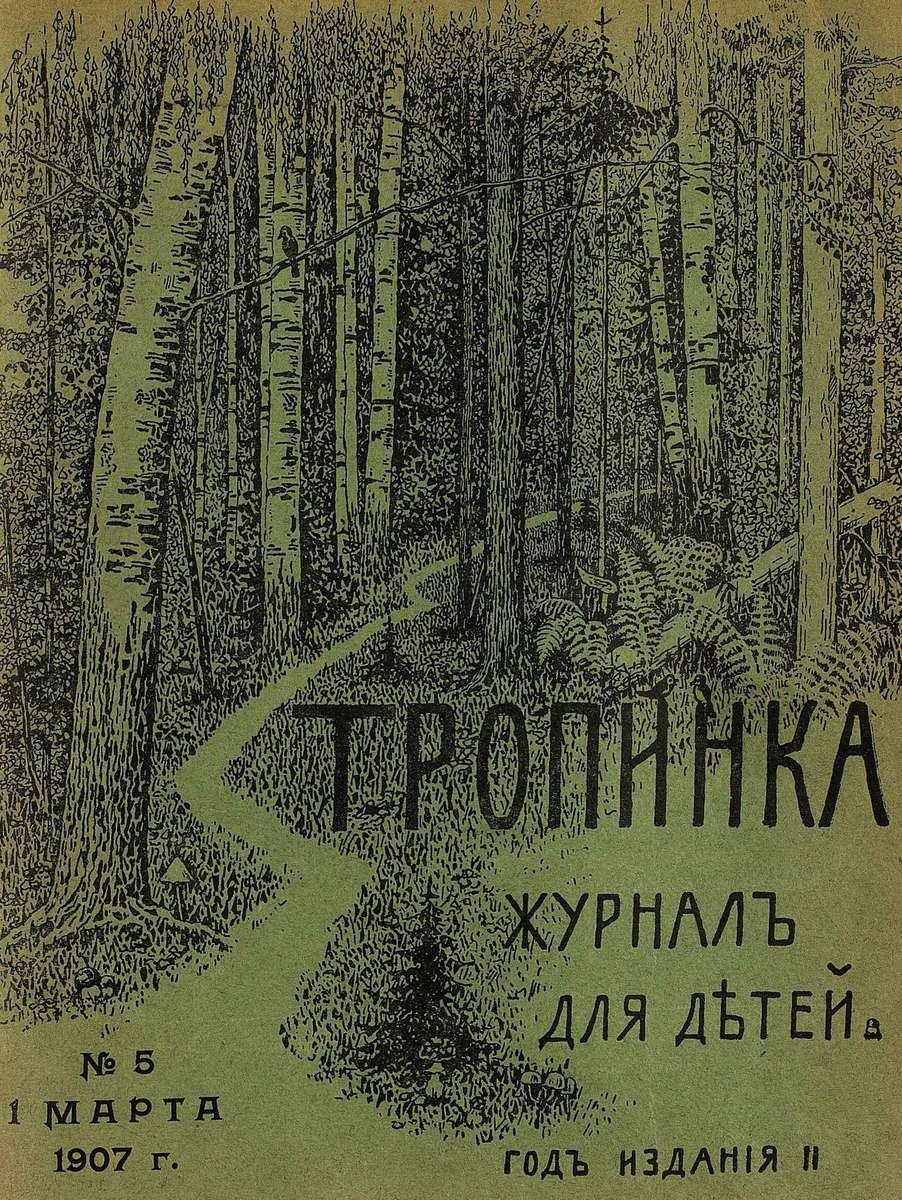
Детский журнал «Тропинка». 1907 год
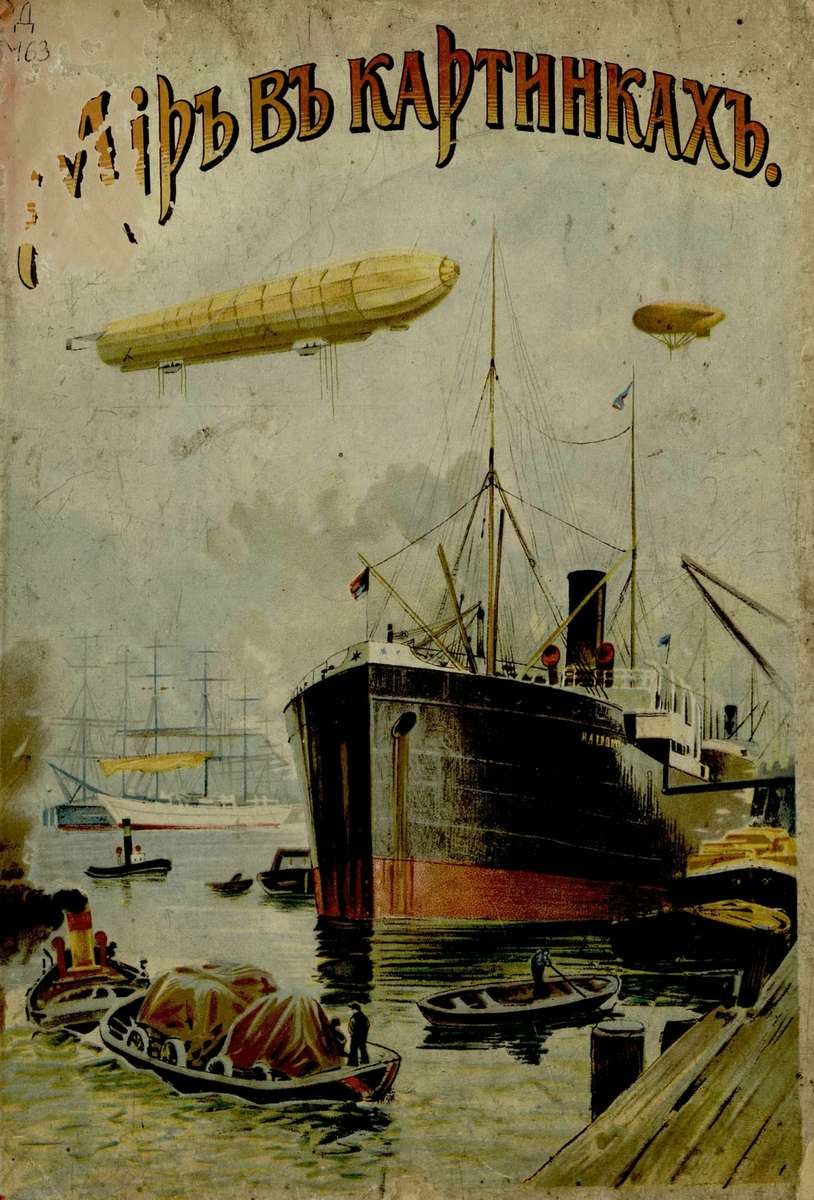
«Мир в картинках» — Москва: Издательство В. М. Саблина. 1912 год
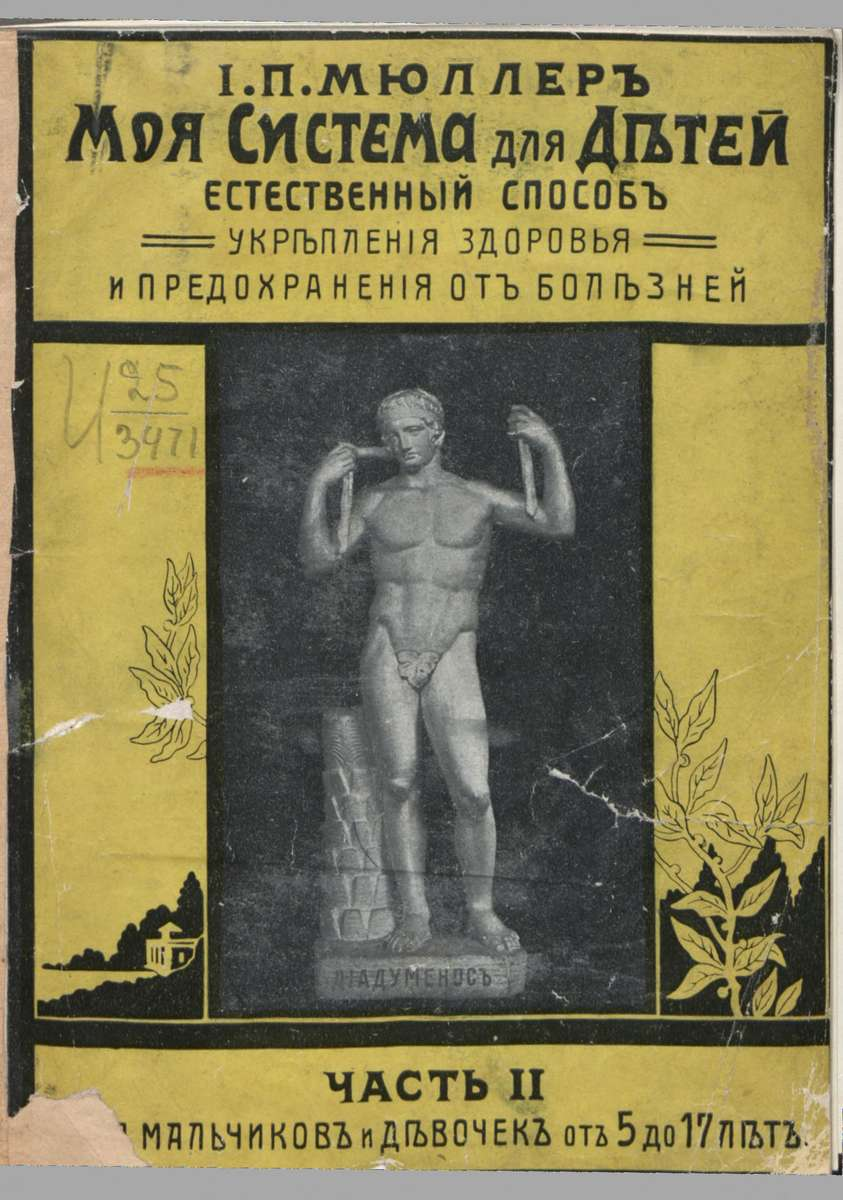
«Моя система для детей». И. П. Мюллер. — Москва: Издание Товарищества А.И. Мамонтова, 1913 год

## Структура
Материалы электронной библиотеки сгруппированы по видам изданий — книги, журналы, диафильмы и газеты (Пионерская правда). Библиотека снабжена разнообразными поисковыми возможностями. Простой поиск по слову или выражению производится по метаданным и тексту материалов. Результат поиска сортируется по релевантности. В продвинутом поиске есть возможность применения фильтров по полям: «название», «тематика», «автор», «иллюстратор» и др. Фасетный поиск производится практически по всем метаданным.

## Диафильмы
С июля 2015 года в соответствии с решением Министра культуры Российской федерации Российская государственная детская библиотека выступает координатором по сохранению и созданию электронной коллекции диафильмов. Идея создания цифровой коллекции диафильмов выдвинута директором библиотеки Веденяпиной М. А. на круглом столе по вопросам чтения, который провел в РГДБ председатель Государственной думы С. Е. Нарышкин.
Основная задача- создание достоверного реестра диафильмов, выпущенных в СССР и РФ. РГДБ производит сбор и регистрацию информации о диафильмах из российских библиотек и частных коллекций. Оцифровка производится по специально разработанной технологии, включающей сканирование с высоким разрешением (4000 точек на дюйм), удаление дефектов плёнки диафильма, кадрирование, восстановление цвета и библиографическое описание.
Доступ к оцифрованным диафильмам предоставляется через Национальную электронную детскую библиотеку на основании заключенного в начале 2016 года лицензионного соглашения с Госфильмофондом России.
По некоторым оценкам, количество выпущенных диафильмов может составлять не менее 16 000. На октябрь 2018 года цифровая коллекция, сформированная РГДБ, содержит более 2500 материалов, в реестр внесено более 5 000 диафильмов.